# Aglia androides
Aglia androides är en fjärilsart som beskrevs av Heinrich 1917. Aglia androides ingår i släktet Aglia och familjen påfågelsspinnare. Inga underarter finns listade i Catalogue of Life.